# Alpine (Alaska)
Alpine war ein Census-designated place (CDP) im North Slope Borough im Bundesstaat Alaska in den Vereinigten Staaten. Bei der Volkszählung im Jahr 2000 wurden 0 Einwohner gezählt. Im Zuge der Zählung 2010 wurde der Ort nicht mehr erfasst und verlor daher seinen CDP-Status.

## Geografie
Alpine liegt am Colville River Delta etwa 35 Meilen (ca. 56 km) von der Küste des Beaufort Sea und 8 Meilen (ca. 13 km) nördlich von Nuiqsut entfernt. Das Gebiet liegt in der Nähe der Grenze zum National-Petroleum-Reservat. Es herrscht ein arktisches Klima mit Temperaturen unterhalb des Gefrierpunktes an 297 Tagen des Jahres.

## Geschichte und Wirtschaft
Alpine ist ein Erdölfördergebiet. Die Ölförderung sowie das dazugehörige Arbeitscamp werden von den Unternehmen ConocoPhillips und Anadarko Petroleum betrieben. Erdöl wurde in dem Gebiet 1996 entdeckt. Das Ölfeld produziert täglich 100.000 Barrel Öl. Nach Schätzungen wird das Ölfeld in seiner Lebenszeit insgesamt 429 Millionen Barrel Öl produzieren. Die lokalen Einwohner der nahegelegenen Stadt Nuiqsut werden für die Erdölgewinnung in Alpine ausgebildet.

### Verkehr
Eine acht Meilen lange Straße verbindet Alpine mit Nuiqsut. Allein der Flugverkehr stellt die ganzjährige Erreichbarkeit des Gebietes sicher. Eine vom North Slope Borough betriebene Start- und Landebahn steht in Nuiqsut zur Verfügung. Der private Flugplatz Alpine wird von ConocoPhillips betrieben. Flugzeuge mit Skikufen werden für den lokalen Transport genutzt.